# Kanaal van Monsin
Het Kanaal van Monsin is een kanaal gelegen in de Belgische provincie Luik.
Het kanaaltje (750m lang) loopt parallel aan het Albertkanaal en verbindt middels de Sluis van Monsin het Albertkanaal met de Maas in de richting van Wezet. Het kanaal ligt tussen het Albertkanaal en het eiland Monsin en wordt overspannen door de Brug van Milsaucy en de Spoorbrug Monsin.

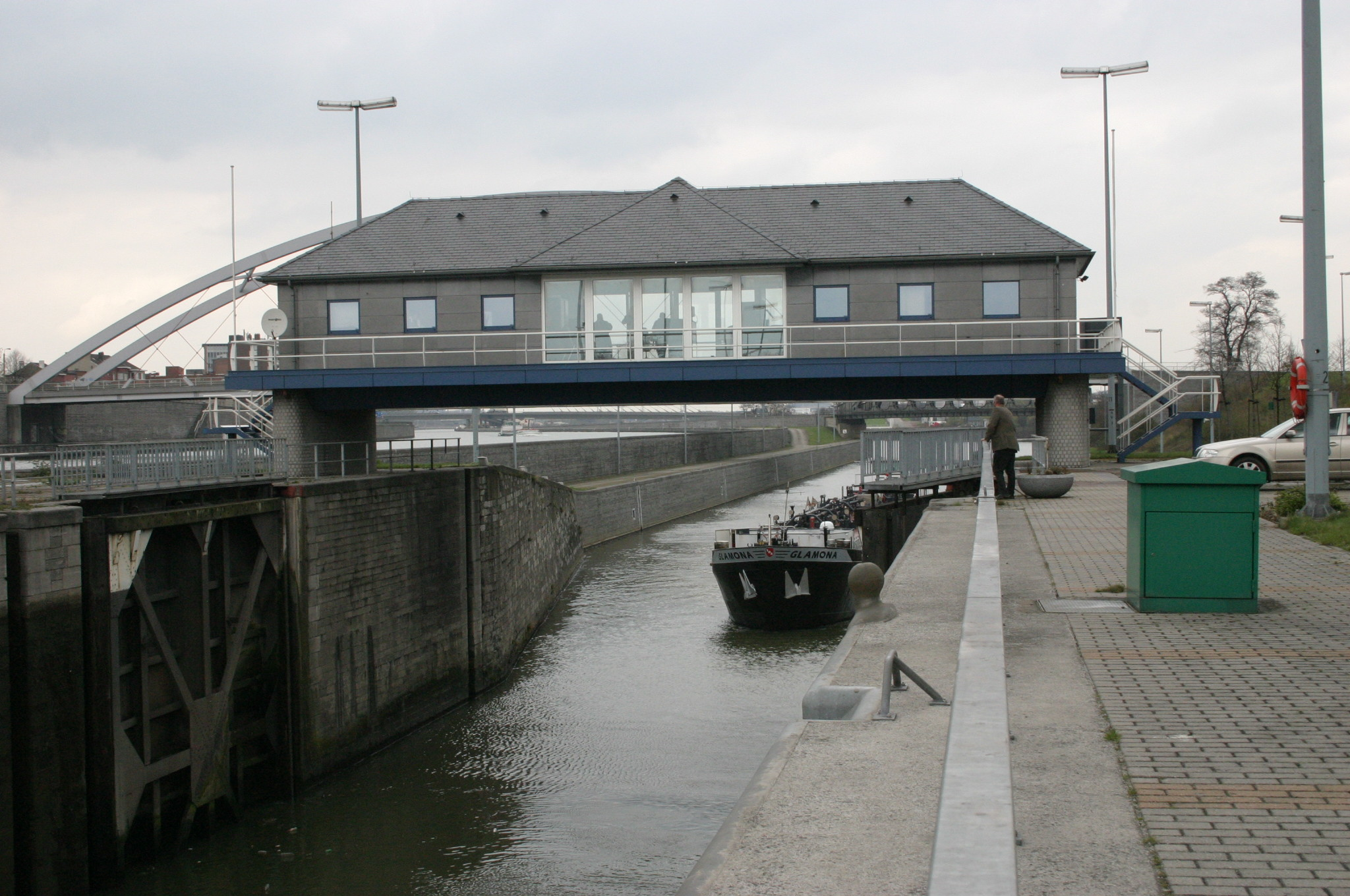
De sluis van Monsin